# Kura (disc jockey)
Kura, pseudonimo di Rúben de Almeida Barbeiro (Leira, 21 agosto 1987), è un disc jockey e produttore discografico portoghese.

## Carriera
Kura si avvicinò alla musica all'inizio degli anni 2000; nel 2005, mentre lavorava in un negozio di skateboard vicino a Lisbona, si esibiva nel Coconuts di Cascais per poi diventare ospite fisso del Bahaus. Il suo primo singolo, Russia Guitar, fece conoscere il DJ a livello nazionale, cominciando a suonare nei migliori locali della zona. Il successo internazionale arrivò col singolo Brazil raccolto da Roger Sanchez nel proprio show radiofonico; successivamente, anche Thomas Gold scelse Polaris e Love Will Find You per il suo radio show. Oltre a loro, Kura ha ricevuto supporto anche da DJ di fama mondiale come Hardwell, Nicky Romero ed EDX, artisti che suonarono i singoli del portoghese nei maggiori festival musicali europei.
I suoi due remix dei brani Next Level di John Christian e Lets Get F*cked Up di MAKJ e Lil Jon fecero entrare il DJ nella Top100 DJ Mag alla posizione 42, quinta miglior New-entry dell’anno. Dopodiché pubblica Makhor tramite Revealed Recordings, etichetta che tre anni prima aveva pubblicato il suo singolo Ammonia usato anche dalla Oxygen, una sotto-etichetta della Spinnin' Records, per promuovere il MEO Sudoeste, uno dei festival musicali del Portogallo. Inoltre, sia nel 2013 sia nel 2014 Kura viene premiato con miglior DJ portoghese ai Radio Nova Era Awards, assegnati dalla più grande stazione del Portogallo. Kura ha avuto anche un proprio programma radiofonico, Ambush, che è stato trasmesso da emittenti di tutto il mondo.
Nel 2015 si piazzò al 61º posto della classifica ufficiale DJ Mag, mentre, nello stesso anno, firmò un contratto con la Spinnin' Records pubblicando singoli come Blow Out, Namek, Kubano, Collide e King Kong (quest'ultimo in collaborazione con Tony Junior) tramite le etichette affiliate di proprietà della stessa Spinnin' (Oxygen Records e Doorn Records, di proprietà del DJ Sander van Doorn). Nel 2016 collaborò con Hardwell per il singolo Calavera, mentre, tramite Spinnin', pubblicò l’EP Graveyard contenente due brani rilasciati come free download. Nel corso degli anni collaborò con altri artisti come Laidback Luke per Mad Man, con Alvita per Jinx, con Syzz per Calcutta e Lightspeed, con Trobi per Burn e con Jimmy Clash per i brani Walk Away, Young & Invincible e My Crew, tutti brani pubblicati tramite Revealed e Spinnin' Records. Inoltre collaborò nuovamente con Hardwell per il singolo Police (You Ain't Ready).
Nel 2019 pubblicò il suo secondo EP, Lightspeed, contenente tre brani rilasciati anch’essi come free download. Pubblicò, inoltre, altri brani come Nothing Else Matters, Beast Mode, Thunder, My Love (con 22Bullets) e Gunz In My House.
Kura, inoltre, compare in numerosi video musicali dei propri singoli pubblicati sul canale YouTube della stessa Spinnin'.

### Classifica Top DJ Mag
Classifica annuale stilata dalla prestigiosa rivista DJ Magazine:
- 2014 – #42 (New entry)
- 2015 – #61
- 2016 – #51
- 2017 – #48
- 2018 – #39
- 2019 – #40[1]
- 2020 – #74
- 2021 – #74

## Discografia

### EP
- 2016 – Graveyard EP
- 2019 – Lightspeed EP

### Singoli
- 2009 – Russian Guitar
- 2009 – Take Me Now
- 2009 – Delicious (con Brito)
- 2010 – Follow Your Dreams (con Phil G)
- 2011 – We Keep Moovin‘
- 2011 – Brazil
- 2011 – Ammonia
- 2011 – Night & Day (con The Silva & Sinead)
- 2011 – Dirty Dutch
- 2011 – Here We Go Again
- 2011 –  Drop The Beat
- 2012 – Love Will Find You
- 2012 – Default
- 2012 – Galaxy (vs MAKJ)
- 2012 – Old Memories (vs MAKJ)
- 2012 – Asteroids On Acid
- 2013 – Odyssey
- 2013 – Compund (con Jake Shanahan)
- 2013 – Venom
- 2013 – Devious Behavious
- 2013 – Roll The Drum
- 2013 – Bumbershoot
- 2013 – Jengo
- 2014 – Sabotage
- 2014 – Blackmail (con Halfway House)
- 2014 – Kratos (con John Christian)
- 2015 – Makhor
- 2015 – Blow Out
- 2015 – Kamikaze (con Sidney Samson)
- 2015 – Collide (feat. Sarah Mount)
- 2015 – Namek
- 2015 – King Kong (con Tony Junior)
- 2015 – Kubano
- 2016 – Calavera (con Hardwell)
- 2016 – Bounce
- 2016 – Walk Away (con Tony Junior feat. Jimmy Clash)
- 2016 – Graveyard
- 2016 – Detective
- 2016 – Mad Man (con Laidback Luke)
- 2016 – Tora
- 2017 – Loki
- 2017 – Paper Roses (feat. Melody Noel)
- 2017 – Bangalore
- 2017 – Calcutta (con Syzz)
- 2017 – Police (You Ain’t Ready) (con Hardwell & Antony B)
- 2017 – Sedated
- 2017 – On Your Side (con ANGEMI feat. Luciana)
- 2017 – Skank
- 2018 – Young & Invincible (feat. Jimmy Clash)
- 2018 – Lambo
- 2018 – Fuego (con Olly James)
- 2018 – Favela (con MR.BLACK feat. MC K9)
- 2019 – Nothing Else Matters
- 2019 – My Crew (feat. Jimmy Clash)
- 2019 – Beast Mode
- 2019 – Thunder
- 2019 – Lightspeed (con Syzz)
- 2019 – New School (con HIDDN)
- 2019 – Jinx (con Alvita)
- 2019 – Burn (con Trobi)
- 2019 – My Love (con 22Bullets)
- 2020 – Gunz In My House
- 2020 – Poetry In Motion (con Nevlin feat. Kris Kiss)
- 2020 – Love Story (con Banghook)
- 2020 – Rave
- 2020 – Check The Flow (con Incognet)
- 2021 – In My House (con Vedenzo)